# Tochitură
L'estofat és un plat de cuina tradicional romanesa, fet de carn (porc, vedella, vedella, aviram), òrgan (fetge, ronyó, cor, melsa), embotits (frescos o fumats) cansalada (frescos o fumats), a la paella o a la caldera i servit amb una guarnició de mamaliga amb ous i formatge de manxa o telemea ratllat per sobre, en combinació amb salsa d’all.
Segons els hàbits culinaris dels locals de diferents regions del país, es coneixen diversos assortiments de tochitură, de la següent manera:
- La tochitură de Moldàvia es compon de porc, salsitxes fumades, costelles i cansalada fumada. Es serveix amb polenta amb patates bullides, ous remenats i formatge de manxa per sobre.[2]
- La Tochitură d'Oltènia es prepara a partir de trossos petits de pota de porc fregits en llard de porc calent, als quals, cap al final, s’afegeixen cebes ben picades, es fregeixen juntes i després s’afegeix brou de tomàquet i s’apaga amb aigua. Poseu a ebullició i feu coincidir el gust amb sal, pebre, all triturat, pebre picant picat i vi blanc. Serviu-ho calent amb guarnició de polenta.[3]
- Tochitură de Mocan té a més de carn de porc, embotits i fetge i se serveix amb el mateix tipus de guarnició.
- Tochitură țărănească (de pagès) es prepara a partir de la cama de porc, salsitxes fumades, pollastre, fetge, fongs (nuc o groguenc), ceba, all, puré de tomàquet i condiments (sal, pebre i pebrots picants). Serviu-ho calent amb julivert verd picat per sobre i mamaliga.